# Relaciones España-Liberia
Las relaciones España-Liberia son las relaciones bilaterales entre estos dos países. Liberia no tiene embajada en Madrid pero su embajada en París, Francia está acreditada ante España y mantiene dos consulados honorarios en Las Palmas de Gran Canaria y en Madrid. España no tiene una embajada en Liberia pero su embajada en Abiyán, Costa de Marfil está acreditada ante Liberia y mantiene un consulado honorario en Monrovia.

## Relaciones diplomáticas
Relaciones consideradas cordiales y fluidas a nivel político e institucional. La Embajada de España en Monrovia fue clausurada en 1990 tras el comienzo de la guerra civil, ocupándose en la actualidad de los asuntos corrientes y estando acreditada ante las autoridades liberianas la Embajada de España en Abiyán (Costa de Marfil). Entre agosto de 2007 y finales de 2014 España tuvo desplazado a un diplomático en Monrovia, encargado también de cubrir Sierra Leona.
El 7 de marzo de 2009 la Vicepresidenta Primera del Gobierno de España, Mª Teresa Fernández de la Vega, realizó un viaje oficial a Liberia, acompañada por la Secretaria de Estado de Cooperación, Soraya Rodríguez, y el Secretario de Estado de Asuntos Exteriores, Ángel Lossada.

## Cooperación
A pesar de que Liberia no ha sido tradicionalmente país de cooperación para España, y no ha figurado como país prioritario en los planes directores de la cooperación española, el compromiso de España con este país de África occidental se ha puesto de manifiesto en los últimos años a través de la realización y participación (bilateral y multilateralmente) en toda una serie de acciones de cooperación orientadas a mejorar las condiciones de vida de la ciudadanía o a hacer frente a las consecuencias producidas por el conflicto armado, acciones que han contribuido a estabilizar política y socialmente el país y, por ende, en último término, a consolidar el proceso de paz en Liberia.